# This Is It (콘서트)
This Is It은 팝의 황제 마이클 잭슨의 투어이다. 이 투어는 영국 런던에 O2 아레나에서 열릴 계획이었다. 이 투어는 2009년 7월부터 2010년 3월까지 이어질 예정이었다. 첫 번째 투어 티켓은 전부 매진되었으나, 마이클 잭슨이 갑자기 사망하여, 투어가 취소되었다. 그러나 티켓을 산 사람들은 환불하지 않고 유품으로 간직하거나 심지어 경매에 팔았다.
이 투어는 또한 라이브기업인 AEG live와 계약했으며, 1997년 '히스토리 투어'로부터 공식적으로 12년 만에 개최하는 투어였다. 75만 장의 티켓이 5시간 만에 매진됐으며, 투어를 준비하는 동안 잭슨의 전 앨범의 판매가격을 낮추고, 티켓의 가격도 조금 낮추는 등에 프로젝트도 했다. 또한 회사 측은 세계의 디자이너들을 뽑아 콘서트 제작에 참여시켰고, 콜롬비아 픽처스에게 잭슨의 투어티켓 제작을 맡겼다. 잭슨이 사망한 후에는 소속사와 영화제작도 참여한다.
그가 사망 뒤, 언론에 그가 생전에 그의 히트곡 'They Don't Care About Us'로 투어 리허설하는 모습을 공개했다.

## 곡 리스트
1. "Light Man" Introduction
2. "Wanna Be Startin' Somethin'"
3. "Jam" (contains a sample of "Another Part of Me")
4. "The Drill" Dance Sequence
5. "They Don't Care About Us"
6. "Human Nature" (sometimes replaced with "Stranger in Moscow")
7. "Smooth Criminal" (begins with a 3D video vignette)
8. "The Way You Make Me Feel" (sometimes replaced with "You Rock My World")
9. The Jackson 5 Medley
  - "I Want You Back"
  - "The Love You Save"
  - "I'll Be There"
10. "Don't Stop 'Til You Get Enough"/"Shake Your Body (Down to the Ground)" Instrumental Interlude
11. "Rock with You"
12. "I Just Can't Stop Loving You" featuring Judith Hill
13. "Thriller" (begins with a 3D video vignette; contains samples of "Ghosts - Underscore" and "Threatened")
14. "Dirty Diana"
15. "Beat It"
16. "Dangerous"
17. "Who Is It" Instrumental Interlude
18. "Black or White"
19. "Bad" (scheduled to be performed on certain dates only)
20. "You Are Not Alone"
21. "Earth Song" (begins with a 3D video vignette)
22. "Will You Be There"
23. "Billie Jean"
24. "We Are the World" / "Heal the World"
25. "Man in the Mirror"/"MJ Air" Outro

## 같이 보기
- 마이클 잭슨의 죽음